# (4123) Tarsila
(4123) Tarsila – planetoida z pasa głównego asteroid okrążająca Słońce w ciągu 4 lat i 281 dni w średniej odległości 2,83 j.a. Została odkryta 27 sierpnia 1986 roku w Europejskim Obserwatorium Południowym przez Henriego Debehogne. Nazwa planetoidy pochodzi od Tarsili do Amaral (1886-1973), latyno-amerykańskiej artystki, modernistki. Nazwę zasugerował E. Neves. Przed jej nazdaniem planetoida nosiła oznaczenie tymczasowe (4123) 1986 QP1.